# ゲートキーピング (コミュニケーション)

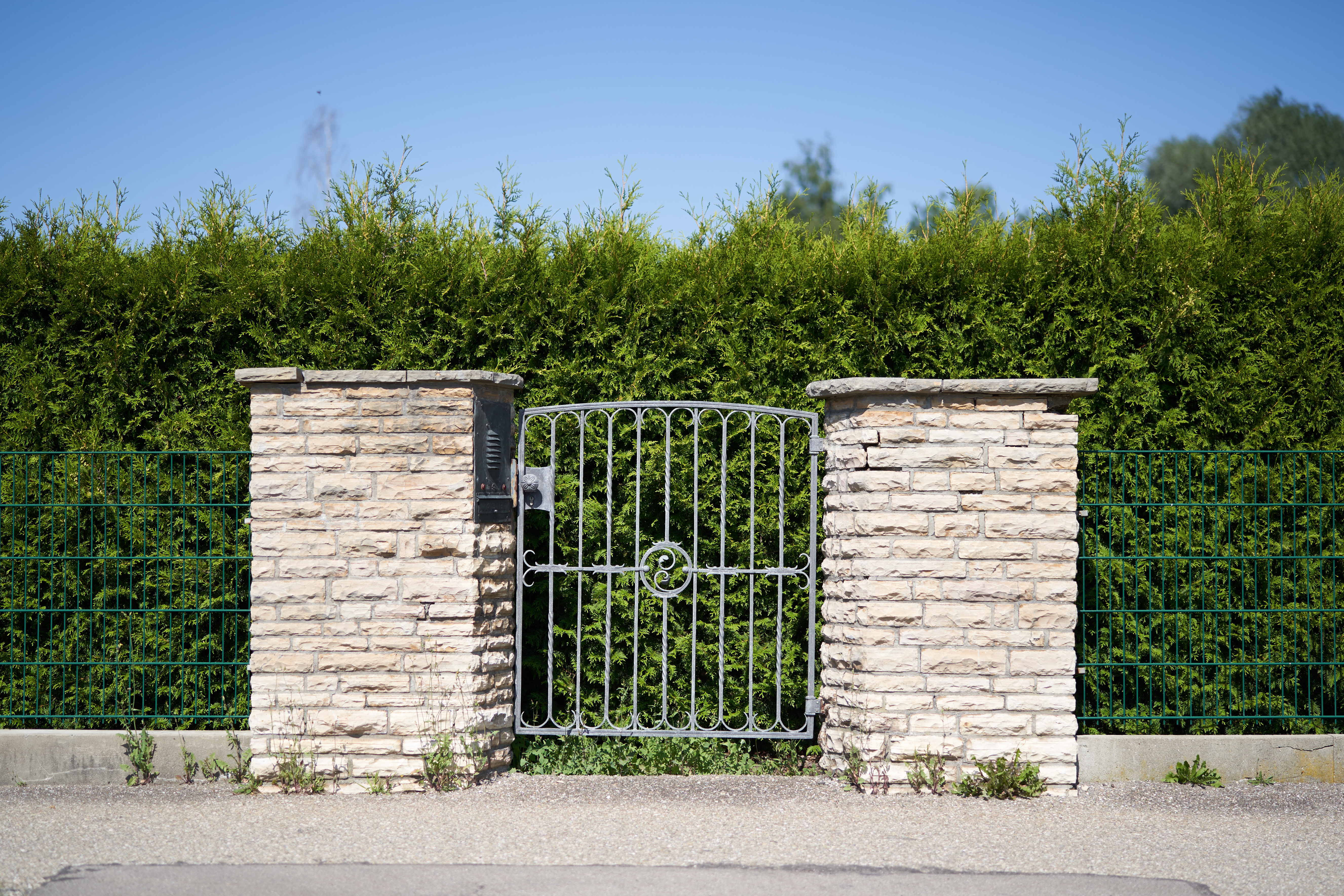
ゲートキーピングの視覚的表現

ゲートキーピング（英: Gatekeeping (communication)）とは、出版、放送、インターネット、その他のコミュニケーション手段において情報が拡散する際にフィルタリングされるプロセスのことである。ゲートキーピングの学術理論は、コミュニケーション学、報道、政治学、そして社会学を含む複数の研究分野に見られる。ゲートキーピングは当初、少数から多数へのダイナミクスを持つマスメディアに焦点を当てていた。現在、ゲートキーピング理論は対面コミュニケーションとインターネットに固有の多対多のダイナミクスにも対応している。社会心理学者のクルト・レヴィンが1943年にゲートキーピング理論を確立した。ゲートキーピングは、記者が見出し記事でどのソースを提示するかを決定することから、編集者がどの記事を印刷または報道するかを選択することまで、メディア構造のあらゆるレベルで発生する。これにはメディアの所有者や広告主も含まれるが、これらに限定されない。

## 定義
ゲートキーピングは、メディアによって情報が公衆にフィルタリングされるプロセスである。パメラ・シューメイカーとティム・ヴォスによると、ゲートキーピングは「無数の情報の断片を、人々が毎日接する限られた数のメッセージに選別し加工するプロセスであり、現代の公共生活におけるメディアの役割の中心である。[...]このプロセスは、どの情報が選択されるかだけでなく、ニュースなどのメッセージの内容や性質も決定する」。
1. そのメディアが「監視」機能を行使する際、すべてのニュースメディアは、記者、通信社、その他様々な情報源から日々多数の記事が持ち込まれる。
2. いくつかの実践的な考慮事項により、各メディアが日々の報道を視聴者に提供するために使用できる時間や空間は限られている。残りのスペースは広告やその他のコンテンツに充てられなければならない。
3. どのニュース組織にも、ニュースの視点、つまり特定のニュース記事を判断するための複雑な基準の集合が存在する。その基準は、メディアの経済的ニーズ、組織の方針、ニュース価値（英語版）の定義、関連する視聴者の性質の概念、そしてジャーナリストの第四権力としての義務に関する信念に基づいている。
4. このニュースの視点とその複雑な基準は、公衆に提示する限られた数のニュース記事を選択する編集者、ニュースディレクター、その他の人員によって使用される。そして、メディアの要件と視聴者の嗜好を満たすような方法でそれらを符号化する。
5. したがって、ニュース組織の人員はゲートキーパーとなり、一部の記事をシステムを通過させる一方で、他の記事を排除する。これにより、現実に発生する実際の出来事の総体に関する公衆の知識を制限し、管理し、形作る[4]。

## 歴史

### ゲートキーピングの起源
ニュースプロセスとしてのゲートキーピングは、まだ正式な理論名が付けられていなかったものの、1922年には文献で確認されている。ロバート・パークは著書「移民プレス」で、このプロセスを次のように説明している。「通信員、記者、通信社によって毎日記録されるすべての出来事の中から、編集者は他のものよりも重要または興味深いと考える特定の項目を出版のために選択する。残りは忘却とごみ箱に追いやられる。毎日膨大な量のニュースが『殺される』のである」（p.328）。
正式には、ゲートキーピングはクルト・レヴィンの1943年の出版物「食習慣の背後にある力と変化の方法」で特定された。第二次世界大戦中に研究を行っていたレヴィンは、当初アメリカ合衆国中西部の主婦たちの間でフィールド研究を実施し、戦時中の家族の食料消費を効果的に変化させる方法を決定しようとした。レヴィンは、食料が店や庭から食卓に届くまでには、様々な意思決定プロセスを通過しなければならないことを認識した。男性が家庭のすべての決定を支配していると考えられていた時代に、レヴィンは「食料は自らの推進力で動くわけではない。チャネルに入るか入らないか、チャネルのある部分から別の部分へ移動するかは、『ゲートキーパー』によって影響を受ける」（p.37）ことを発見した。この場合のゲートキーパーは、通常主婦であり、より裕福な家庭では時にメイドであった。レヴィンの研究は、家族の全メンバーが家庭の食事の決定に同等の重みを持っているわけではなく、通常食料を購入し準備する妻が、様々な考慮事項に基づいてゲートを管理していることを示した。1943年に発表されたレヴィンの研究は、1947年の別の論文の契機となり、そこでグループの意思決定におけるフィードバックの概念を導入し、ゲートキーパーの役割を複雑化させた。フィードバックは、ゲートキーパーが決定を下す際に使用する考慮事項の集合が、グループの考慮事項に応じて変化する可能性があることを認識している。
1950年、ボストン大学のジャーナリズム教授であるデイビッド・マニング・ホワイトは、編集者がどのニュースを新聞に掲載し、どのニュースを掲載しないかを決定する際に考慮する要因を調査した。マスコミュニケーションのチャネル内で「ゲートキーパー」が自身の「ゲート」をどのように検証するかを調査することを意図していた。ホワイトは、25年の経験を持つ40代半ばの編集者に連絡を取り、その人物を「ゲーツ氏」と呼んだ。ゲーツ氏は、人口10万人の中西部の都市にある、発行部数3万部の朝刊新聞の通信編集者であった。事例研究の間、ゲーツ氏は新聞から却下したすべてのコピーを1週間保管した。シフトの終わりに、まだ理由を覚えていると仮定して、その記事が却下された理由についてメモを取った。
研究が行われた週の終わりに、ホワイトは通信コピーの10分の9が却下され、そのプロセスは編集者自身の経験、態度、期待の集合に基づく非常に主観的な決定によって行われていることを発見した。ホワイトは、この特定の研究において、却下の大半は2つの方法で分類できることを見出した：1）報道する価値がない、2）同じ出来事について別の記事がある。1つ目の理由に関して、ゲーツ氏が却下の説明として挙げた多くは「非常に主観的な価値判断」である。これは、ゲーツ氏が「共産主義的すぎる」や「自殺は好まない」（386）と書いている例に見られる。却下の大半を占める2つ目の理由に関して、ゲーツ氏はコピーに対して「個人的な」却下を行わなかったが、単に新聞にそれを掲載するスペースがなかったのである。記事がゲーツ氏のもとに届くのが遅くなればなるほど、残された貴重なスペースを占める可能性は低くなった。
ホワイトは特定の日のゲーツ氏の業績を調査し、一面に掲載されたニュースの量と種類、および使用された通信の総数を示す表にデータを整理した。ゲーツ氏は他の種類のニュースよりも政治ニュースを好むことを認め、扇情主義を避けようとし、政治的見解と文章スタイルの両方において一貫して「保守的」な傾向にあると説明した。1週間を通じて観察されたパターンは、ゲーツ氏が数字や統計に満ちた記事を避け、より物語性のある記事を好むことも示している。彼のメモと却下の理由は、「あまりに曖昧」「興味深くない」「文章が退屈」といった表現を何度も使用していることから、ゲーツ氏の文章基準も示している。ホワイトが提起し、この事例研究で考慮すべきだと述べている質問は、「カテゴリーは本当に選択に影響を与えているのか」である。
ホワイトは、ゲーツ氏が「ゲートキーパー」と通信編集者全体を代表していることから、カテゴリー別のニュースの特定の選択は見られないと結論付けている。しかし、事例研究が行われた週の間、カトリック教会の枢機卿に関する記事が大きな関心を集めたため、ヒューマンインタレスト記事が強調されていた。ゲーツ氏はまた、ゲートキーパーの基準と嗜好は読者に立ち返るべきであり、読者こそがサービスを受け、満足を得る対象であると結論付けている。彼の最終的な所見は、研究の目的と発見の優れた要約を提供している。「通信社からのニュース記事を却下する明白な理由を研究することを通じて、『ニュース』のコミュニケーションが、いかに主観的で、いかに『ゲートキーパー』自身の経験、態度、期待の集合に基づいているかを理解する」（390）。

### 21世紀のゲートキーピング
ホワイトの「ゲーツ氏」研究から50年以上後の2001年、パメラ・シューメイカー、マーティン・アイヒホルツ、ユンイ・キム、ブレンダ・リグリーは、議会法案の報道に関連するニュースゲートキーピングの力を研究した。より具体的には、彼らは2つの仮説に関心を持っていた：1）法案のニュース価値を評価するという日常的なゲートキーピングの力は、法案がどれほど顕著に報道されるかと関連する、2）個々のジャーナリスティックな力（教育、政治的イデオロギー、職務経験、民族性、ジェンダー、投票行動）は、法案がどれほど顕著に報道されるかと関連する。彼らはまた、法案のニュース価値がジャーナリストの個人的特性よりも重要であると予測した。ジャーナリスト（個人的特性について）と編集者（ニュース価値の評価について）の両方を調査し、シューメイカーらは法案に与えられる報道量に有意な影響を与えたのはニュース価値のみであることを発見し、したがって彼らの最初の仮説とニュース価値が個人的特性よりも重要であるという考えが支持された。
シューメイカーらの研究が伝統的なニュースルームに焦点を当てる一方で、メディア学者のジェーン・シンガーは、伝統的な新聞がオンラインツールをどのように使用するかというゲートキーピングの変換に関心を持っていた。2000年と2004年の大統領選挙の両方で、彼女はインターネットが新聞にとってのプロセスをどのように変化させているかを研究し、「現代の情報社会ではゲートキーパーの力が低下しているように見える。インターネットは『ゲート』の概念全体に異議を唱え、ジャーナリスト（または他の誰か）がそれを通過するものを制限できる、あるいは制限すべきだという考えに挑戦している」（p.265）と主張した。2004年の報道の研究で、シンガーは以下の研究課題を提起した：1）主要新聞と提携しているウェブサイトの編集者たちは、2004年の政治キャンペーンと選挙の報道において、自分たちの目標と最も注目すべき成果をどのように捉えていたか？2）これらの編集者たちは、ユーザーにコンテンツを提供または個人化する機会を提供することで、どの程度ゲートキーピングの役割を放棄したか？そしてより広く、3）主要新聞と提携しているウェブサイトの編集者たちの見解は2000年以降どのように変化したか？
シンガーは、新聞のオンライン版に掲載されるコンテンツの大部分が印刷版に掲載されるコンテンツから来ていることを発見した。しかし、編集者たちは紙面では実現できない、ウェブサイト上のインタラクティブツールを非常に誇りに思っていた。結局のところ、ほとんどの編集者の目標は公衆に情報を提供することであった。さらに、ジャーナリストたちは従来のゲートキーピングの役割から一歩退き始めており、多くのウェブサイトでは、ジャーナリストが基本的な情報を提供し、ユーザーは自分のニーズと関心に応じてインタラクティブマップ、アメリカ選挙人団のシナリオ、ZIPコードに基づく投票用紙作成ツールなどを操作できるセクションを設けていた。2000年には、編集者たちは選挙夜にどれだけ早く結果を公表できるかを誇りにしていた。2004年には、これは標準的な慣行となっていたため、もはやそうではなかった。さらに、2008年の選挙サイクルに向けた彼らの表明された目標は、視聴者に報道の指針を任せることであった。

## ネットワークゲートキーピング理論
カリン・バーズィライ=ナホンは、分野間のゲートキーピング理論に関する多くの現代的な論文を執筆している。2008年、彼女はゲートキーピングを見る新しい方法を提案し、コミュニケーション、情報学、経営学の視点を洗練されたゲートキーピング理論に統合した。伝統的なマスコミュニケーションのゲートキーピング理論はニュースの入手方法に焦点を当ててきたが、バーズィライ=ナホンのアプローチはすべての情報に適用される。
バーズィライ=ナホンはまた、フレームワークに新しい用語を追加し、古い用語を再定義している（pp.1496-1497）
ゲート - 「ネットワークまたはその区分への入口または出口」
ゲートキーピング - 「情報がゲートを通過する際にそれを制御するプロセス。活動には、選択、追加、保留、表示、チャネリング、形成、操作、反復、タイミング、ローカライゼーション、統合、無視、情報の削除などが含まれる」
ゲートされる者 - 「ゲートキーピングの対象となるエンティティ」
ゲートキーピングメカニズム - 「ゲートキーピングのプロセスを実行するために使用されるツール、技術、または方法論」
ネットワークゲートキーパー - 「ネットワークでゲートキーピングメカニズムを通じてゲートキーピングを行使する裁量を持ち、ゲートされる者の立場に応じてその行使の程度を選択できるエンティティ（人々、組織、または政府）」
このゲートキーピングの更新された見方は、ゲートキーピングの基盤、ネットワークゲートキーピングで使用されるメカニズム、ネットワークゲートキーパーの権限の種類など、多くの分類も提示している。
さらに、バーズィライ=ナホンはゲートされる者の類型を導入している。彼女のアプローチによると、ゲートされる者はゲートとの相互作用の方法を決定する異なるレベルの4つの主要な属性を持つことができる。これらは以下の通りである（p.1501）：
1. ゲートキーパーとの関係における政治的権力
2. 情報生産能力
3. ゲートキーパーとの関係
4. ゲートキーピングの文脈における選択肢

これらの特性の組み合わせの類型は、個人が持つ属性の数と種類に基づいて、ゲートキーパーとゲートされる者との間の潜在的な相互作用を評価することを可能にする。「ゲートされる者」に関する彼女の議論は、両者がゲートキーピングのプロセスにおいてメッセージの受信者に力を与えるという点で、オーディエンスゲートキーピングと共鳴する。
ゲートキーピングのプロセスは、最良のニュースを決定するという伝統的な行為から、一般的な情報へと拡大している。マルセロ・トンプソンによると、私たちが接触する情報のアーキテクチャに関与する仲介者と呼ばれるアクターが存在する。彼らは情報の構造とコンテンツの両方について決定を下している。これらの決定は、これらの仲介者を技術的なゲートキーパーにしている。組織のメンバーとその組織外の人々のための情報提供は、アジェンダ設定メディアの成果というよりも、使用可能性への実践的なアプローチである。この役割の例として、企業の知識データベースのコンテンツマネージャーが挙げられる。すべての記事と参考資料は、これらのマネージャーによってキュレーションされ、更新される。彼らは監督下でチームとして働くかもしれないが、サイトに存在するコンテンツとその表示方法について決定が下されているという事実は変わらない。

## オーディエンスゲートキーピング
オンライン環境において、ユーザーはTwitterやFacebookなどのソーシャルメディアを通じてオンラインニュース項目の制作と（再）配信においてより大きな役割を果たし始めている。シューメイカーとヴォス（2011）は、このような実践を「オーディエンスゲートキーピング」として理論化した。彼らによると（2011）、オーディエンスゲートキーピングは、ユーザーが「ニュース価値に関する自身の基準に基づいて、すでに利用可能なニュース項目を伝達し、それについてコメントする」プロセスである（p.113）。クォンら（2013）は、オーディエンスゲートキーピングの理論を応用して、Twitterのオーディエンスがニュースコンテンツをフィルタリングし共有するために主にどのようなチャネルを採用しているかを探究した。オーディエンスゲートキーピングの概念は、ルーク・グッドの（2009）のメタジャーナリズムに関する議論と一致しており、既存のオンラインコンテンツを再処理し再放送するユーザーの役割は、市民ジャーナリズムを育成し、ジャーナリズムシステムの既存の階層を再形成するユーザーのオリジナルな創造と同様に重視される。クォンら（2013）はまた、ユーザー生成コンテンツウェブサイトやソーシャルメディアによって再処理されたニュース項目が、伝統的なマスメディア組織からの直接のニュース項目よりもTwitterユーザーによって頻繁に採用されることを発見し、ネットワーク化された公衆にニュースアジェンダを再伝達し再配布する通常のオンラインユーザーの力を与える役割を確認した。

### オーディエンスによって進化したゲートキーピング
ユーザーがニュースをそのネットワークと共有することを決定した後、ウェイファインディングが始まる。これは、ユーザーがウェブに到着してから、そのサイトと、ユーザーが探している情報に至るまでの旅、あるいはガイド付きツアーである。この比喩は建築家や計画者から借用したものである。彼らはユーザーが場所から場所へと移動するためのシステムを設計する。方向性の手がかりとともに、教育や喜びさえも計画の中に組み込まれている。これは今日のメディアプランナーの活動と類似している。ユーザーは情報の混雑した都市にオンラインで到着する。検索エンジンに入力を始めると、オンライン空間の中を移動し始める。純粋にゲートキーピングの観点からは、情報とニュースが目的地であった。ユーザーは探しているものを見つけられると期待する場所に直接向かった。今日では、ユーザーは学びたいことを入力する。様々な情報源がユーザーの注目を競い合っている。マーケティング技術を使用して、情報源はユーザーの注目を引き、探している内容へと導くことが期待される。

## 新しいゲートキーパー
|  | この文書は私論です。一部のウィキペディアンが助言や意見を記したものです。広く共有されている考え方もあれば、少数意見の見解もあります。内容の是非については慎重に検討してください。 |

ジャーナリストは視聴者のニーズを満たそうとしていることが確立されている。彼らはニュースを特定し、それを報道する。この特定プロセスにおいて、伝統的なゲートキーピングが見られる。メディアゲートキーピングの議論では、伝統的なジャーナリズムとブログコミュニティの間で debate が行われている。政治ブロガーは視聴者と活動範囲および野心を増大させてきた。シファーはそれを、伝統的なジャーナリズムの求められる特質を保持しながらその欠点の一部を省くことができる代替的なジャーナリズムの形態と考えている。伝統的なジャーナリズムへの主な批判は、提示されるコンテンツに対するユーザーの管理の欠如である。ブログはコミュニティを活用して一種の集団編集を行う。消費者がブログやそれに代わる他者と相互作用すると、人気が高まり、より多くの消費者を引き込む。これは確かにユーザーが何のニュースを前面に出すべきかを自身で決定することを可能にするが、ブログにも限界がある。誰でもブログを書くことができ、専門的な基準を持つ上からの編集なしでそれを行うことができるため、情報を最も本質的な要素にまで絞り込むことは往々にして見過ごされる。伝統的なジャーナリストとブロガーの違いは別として、主な類似点は両者とも何がニュース価値があるかを決定し、それを報道しなければならないということである。

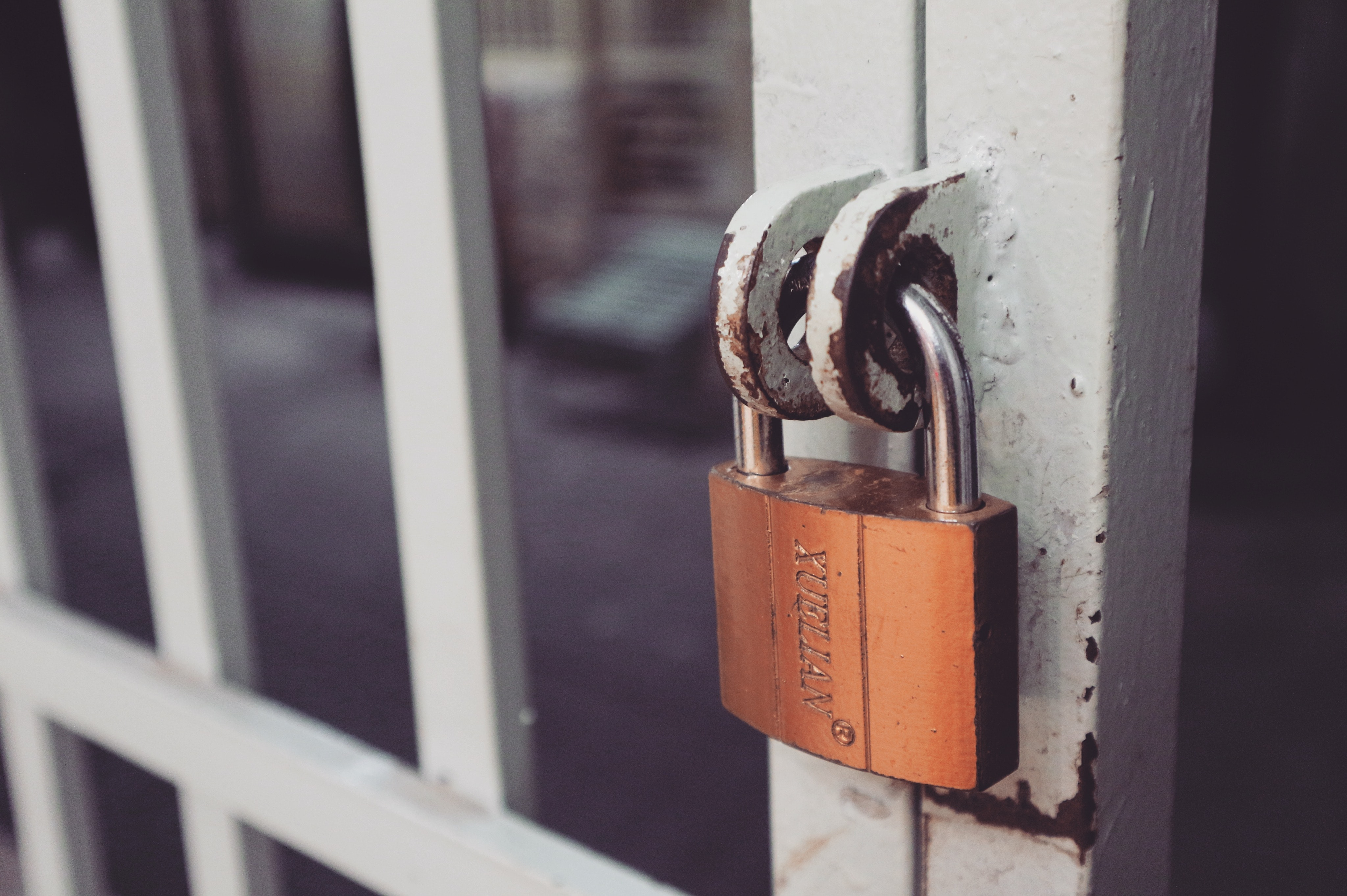
ゲートキーピングの概念

シファーはまた、ユーザー作成コンテンツの作成者が、彼らの出版物へのコメントに関して一種のゲートキーピングを利用していることを発見した。一部のブロガーは、コメントが投稿に追加される前にモデレーターによる承認を必要とする。時にはコメントが完全に無効化されることもある。これは、ブロガーが出力するコンテンツだけでなく、その投稿を巡るページ上の議論もゲートキーピングしていることを意味する。オンラインのプレゼンスを持つ大規模なメディア組織も、それがホストではなく技術に関連付けられているため、同じ能力を持っている。

### ソーシャルメディアに見られるゲートキーピング
ソーシャルメディアの人気の高まりは、ニュース価値のあるコンテンツを生産するメディア出版社への依存を引き起こした。新聞の配布率が低下する中、ニュース出版社はニュース項目を宣伝するためにソーシャルメディア編集者に大きく依存している。カスパー・ウェルバースとミカエル・オプゲンハッフェンは、ニュース出版社の公共ソーシャルメディアへの影響力の分析を通じて、ソーシャルメディアのゲートキーピングをより深く調査している。ニュース出版社が情報化時代に移行する中、ジャーナリストと「専門的なソーシャルメディアの専門家」は伝統的なニュース配信の穴を埋めるように適応してきた。ソーシャルメディアを強力にしているのは、主にいいね、シェア、コメント、リポストを通じて見られるユーザーエンゲージメントの拡散プロセスにある。ウェブサイトやアプリのソーシャルメディアプラグインを通じてニュースリンクを共有する容易さは、新しい配信の広範な利用可能性をさらに促進し、「ニュースの生産と消費の間の関係を増々複雑にしている」（pp.4729）。ウェルバースとオプゲンハッフェンは、ニュース出版社がメディアに対して持つ影響力に相関する2つの新しいチャネルを定義することでゲートキーピング理論を発展させた。「ソーシャルメディアエディターチャネル」（バーズィライ=ナホン、2008；シューメイカーとヴォス、2009）は、専門的なソーシャルメディアニュース専門家による元の出版を指す、ソーシャルメディアにおけるニュース情報の起源を指す。同様に、「代替チャネル」は、ニュース項目が公共の主流の流通に入るその他のすべての方法を指す。これらのチャネルの測定は、ニュース項目が新聞社やニュース出版社のいずれかを通じてソーシャルメディアに入る方法を規定する。レヴィン（1947）のゲートキーパーを発見する最初の課題は、誰が元のゲートキーパーであるかを見つけ出すことである。この場合、ソーシャルメディア編集者は影響力のあるゲートキーパーとして位置付けられる。ゲートキーパーの起源は、ソーシャルメディア編集者と個々のユーザーの間の交差によっていずれのチャネルも曖昧になるため衝突し、したがってソーシャルメディア全体を通じてゲートキーピングの定義を決定することを困難にする。
現代のソーシャルメディアコンテンツは、ますます監視され、ゲートキープされるようになり、それによってアジェンダが推進され、第四の権力の役割が損なわれていることを懸念する声もある。これは、視聴者の特定のニュースメディアへの選択的な接触が認識を歪め、理想の多様性を減少させ、偏見を強化する可能性があるため、非常に危険になりうる。

### 政治におけるゲートキーピング

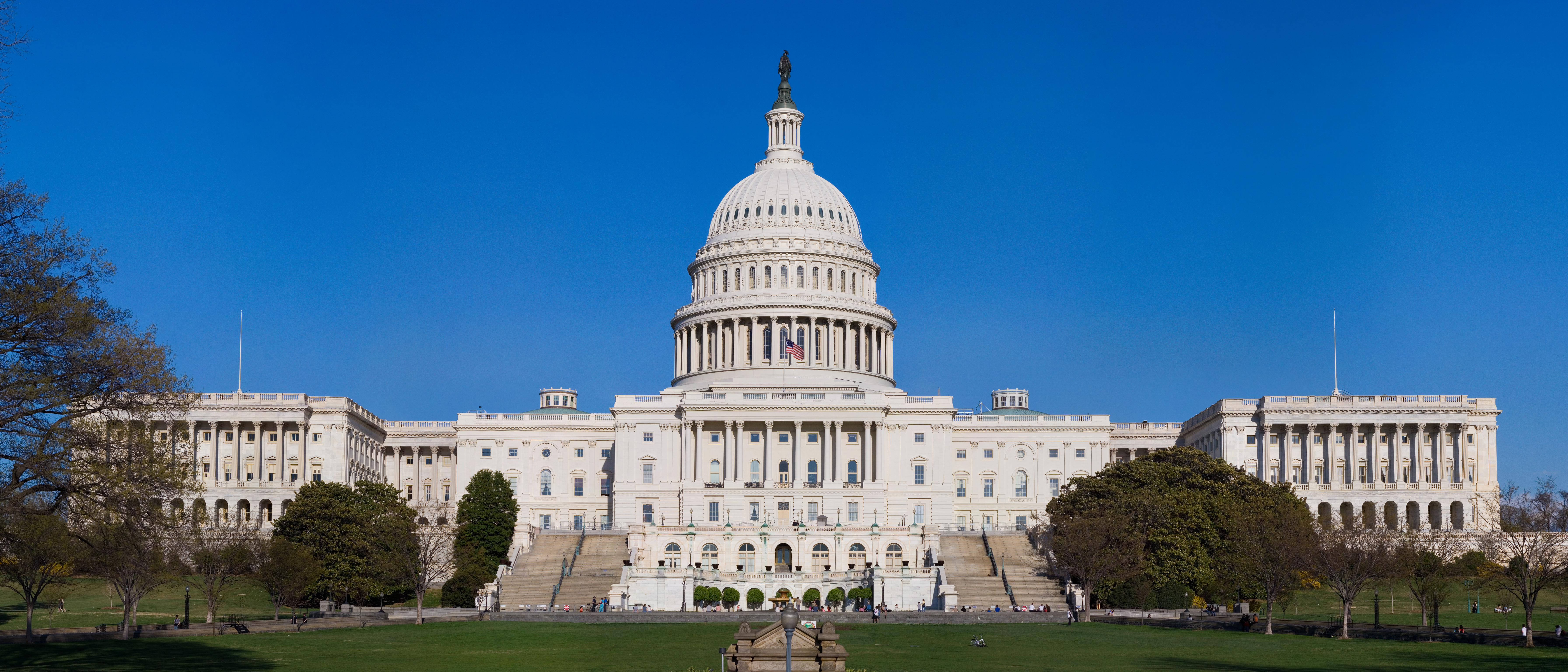
アメリカ合衆国議会議事堂

多くの現代の政治機関は、第一段階のプレーヤー（大統領制における行政長官および/または議院内閣制における首相）が集団的選択に第二段階のプレーヤーが参加することを妨げる手続き的権利を持つ指揮系統に従っている。これは政治的ゲートキーピングとして知られる。ゲートキーピングの実践には、法案への付帯条項（条項）の追加や、議事妨害に対抗する場合のように、ブロックされた法案の審議を迅速化する規則を施行する下院の能力が含まれる。政治的ゲートキーピングは、確立された政府関係者が「歓迎されない」候補者のリソース/支援を制限する一方で、どの立候補者を「推進」するかを選択的に選ぶ形でも現れる。

### 「ゲートウォッチング」
アクセル・ブルンス（2005）が造語した「ゲートウォッチング」という用語は、「デジタル時代におけるゲートキーピングの概念」を指す（ヴォス、2015）。ブルンスは、ゲートキーピングは参加者と公共の流通の間でニュースが現在流れるプロセスを正確に説明していないと主張した。ニュースを共有するインフルエンサーや個人は「自分自身のゲートを保持しない」が、代わりに彼らの尊敬するソーシャルフォロワーにニュースとメディアを共有する。

## ニュース記事を選ぶ5つの基準
アメリカの政治学者ドリス・グレーバーによると、ジャーナリストはニュース記事を選ぶ際に5つの基準に依存している。
- 第一の基準は強い影響力である。地域のニュースは、馴染みのない国際的な出来事よりも公衆に影響を与える。注目を集めるために、ジャーナリストはニュースを誇張し、誰にでも起こりうる状況として提示する。彼らは稀な国際的危機を日常的なシナリオに変え、記事を個人化し、その主要な重要性を失う。
- 暴力、紛争、災害、またはスキャンダルが第二の基準である。殺人、戦争、銃撃事件、またはハリケーンなどのトピックは、視聴者の注目を引き付ける。暴力を含む新聞は、暴力の少ない他の新聞チェーンよりも売れ行きが良かった。
- 第三の基準は親近性である[26]。ニュース記事は、公衆に関係する問題を含む場合、または大きな視聴者に関係する馴染みのある状況を含む場合、より多くの注目を集める。ジャーナリストは、国際的な出来事や危機を、現在の視聴者に関連付けることができる記事に変えようとする。人々は有名人に関する多くの情報を保持する傾向があり、他人の生活の個人的な親密さについて気にかける傾向がある。彼らは他人の特徴や属性を重視し、多くの方法で彼らに関連付けようとするかもしれない。有名人や大統領の死に関するニュースは、より深いレベルで共鳴し、特定の出来事がより長く記憶に残ることを可能にする。
- 近接性が第四の要素である。人々は地域的で、近接性の高いニュースを好む。人々は国際的または国内の問題よりも地域のニュースにより注意を払う。地域のメディア出版社は、その記事の約75パーセントを地域の出来事に焦点を当てているため、うまくいっている。国際的および国内のニュースよりも地域のニュースに対する強い選好がある。
- 第五の要素は適時性と新規性である。ニュースは、毎日発生しない興味深いことや、人々の生活の一部ではない出来事であるべきである。ハリケーンや新店舗のオープンなどの出来事は、多くの人々の注目を集める。

## 基準の影響
ニュースの基準は、出来事に関して最新の状態を維持するために、ジャーナリストとニュース出版社に頻繁に新しい記事を公開するよう圧力をかける。記者は、迅速かつ容易に記事を得るために地域の出来事に出席する。出来事の報道が困難な場合、ジャーナリストは出来事や分野の専門家へのインタビューに頼る。5つの基準は、どの出来事を選択し、どの出来事の報道に費用を費やすかを決定する。新聞の規模もまた、どの記事を公開し、どの記事を省略するかを決定する。記事がニュース出版社に到達すると、編集者はどの記事を選択するかを決定しなければならない。編集者は記事の選択に多くの時間を費やさない。平均的な編集者は数秒で記事を選択しなければならない。調査報道や複雑な記事は、テレビ放送とラジオによって扱われる。それらの種類の記事は、記事に捧げる時間がより多くあるため、テレビとラジオに向かう。彼らは出来事、背景、原因を詳細に説明できる。新聞の規模と編集者が受ける圧力は、視聴者の視点にバイアスを引き起こす可能性がある。5つの基準を含む記事は、ほぼ常にニュースの一面を飾る。そのような種類の記事の頻繁な表現は、しばしば公衆の歪みにつながる。